# Bixa arborea
Bixa arborea là một loài thực vật có hoa trong họ Bixaceae. Loài này được Huber mô tả khoa học đầu tiên năm 1910.